# Embalse de Tierra Blanca

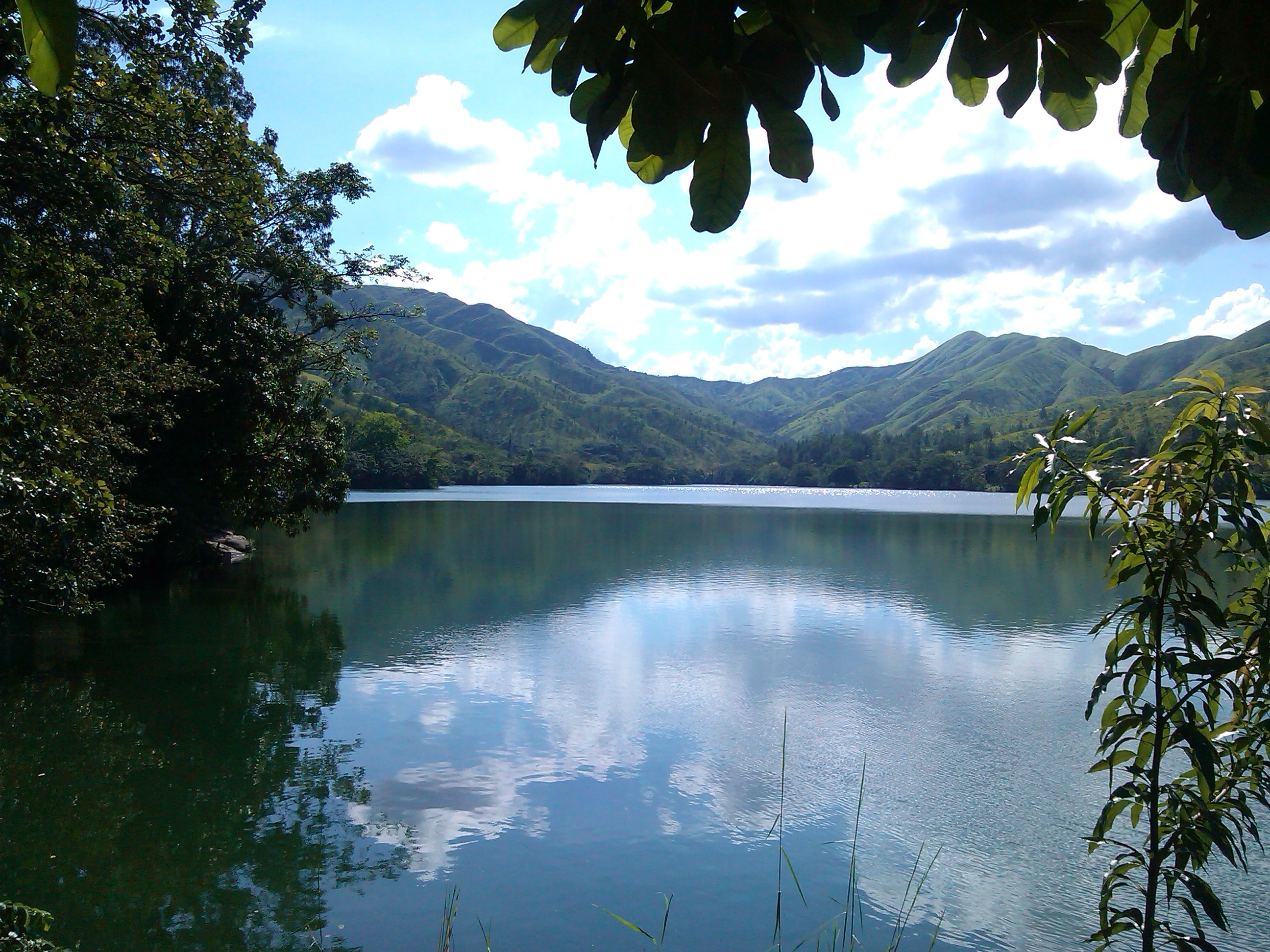
Embalse de Tierra Blanca en San Juan de los Morros estado Guarico en los límites con el estado Aragua, Venezuela

El embalse de Tierra Blanca es una obra hidráulica de agua sobre la quebrada Corozal en una extensión del llano venezolano conocido como Tierra Blanca, ubicado a unos 10 kilómetros de la ciudad de San Juan de los Morros, Venezuela. El embalse es la principal fuente de abastecimiento de agua potable de San Juan de los Morros y es además un punto de esparcimiento al aire libre de la localidad por sus pozos artificiales y paseos en bote por la represa.
El embalse de Tierra Blanca tiene acceso por un desvío de la Carretera Nacional de Villa de Cura a San Juan de Los Morros. Este embalse se alimenta principalmente mediante el trasvase de cuenca desde el río Guárico, y una depresión natural en roca en el estribo izquierdo de la presa, por lo que los aportes de su propia cuenca son poco significativos. Por esta razón no tiene un aliviadero propiamente dicho, sino un canal excavado en roca, sin revestir, ubicado en una depresión del estribo derecho de la presa, por el que saldría el agua embalsada como consecuencia de una eventual falla en la operación del sistema. El talud del embalse aguas arriba es de 3:1, mientras que aguas abajo de 2,5:1.

## Recreación
El embalse es una dependencia nacional de los recursos del Ministerio del Ambiente y, aunque es considerado un parque recreacional, Tierra Blanca pasó a ser Núcleo de Desarrollo Endógeno (NuDE) desde el año 2005, fecha en la cual más de 100 lanceros de la Misión Vuelvan Caras lo asumieron como medio de sustento por medio de ejecución de proyectos como las villas y posadas, la remodelación de los restaurantes y la reparación de la vialidad, así como servicios turísticos que se encargan de coordinar las actividades agrícolas, de guías, de transporte, de atención a los niños y ancianos y de gastronomía.

## Deficiencias
El embalse de Tierra Blanca es el primero de tres embalses construidos sobre el cauce del río Guárico, los otros dos son la represa de Camatagua y el Embalse Guárico. Tierra Blanca fue construido para solventar la carencia de agua potable afectaba a la capital del Estado Guárico. Los proyectistas estimaron que los 300 litros por segundos de extracción era suficiente agua para abastecer a 40 mil habitantes hasta el año 2005. Sin embargo, San Juan experimentaría un crecimiento vertiginoso, que hoy la lleva a tener 127 mil habitantes, con una demanda que supera lo estimado, aún complementado con otros 160 litros por segundo provenientes de la captación del Río El Castrero, y ha generado una crisis en el suministro de agua, imponiendo un severo racionamiento que lleva agua potable mediante la red de tuberías al 70% de la población apenas una vez por semana, mientras que el resto es surtida con camiones cisternas. La extracción de 600 litros por segundo sería la solución definitiva para un período de 10 a 15 años.

### Sequía 2009
Desde finales de 2009, y ante la ausencia de lluvias suficientes—producto del fenómeno El Niño—, el embalse de Tierra Blanca ha disminuido su volumen útil de a tal magnitud que ha llegado a su nivel mínimo y se encontró fuera de servicio en el verano de 2010. Cuando inicie el período de lluvias se comenzará a recuperar el embalse y nuevamente se pondrán en funcionamiento para el suministro de agua en todas las comunidades de San Juan de los Morros. 
Por tal situación, las empresas hidrológicas y el ministerio del ambiente venezolano implementaron un plan especial de racionamiento del servicio en San Juan de los Morros y otras comunidades cercanas. Para finales de 2009 se surtía agua por un período de 6 a 12 horas una vez por día en diferentes horarios para cada sector de la región cubierta por Tierra Blanca. El esquema de sectorización para el suministro de agua incluye el servicio vía cisternas ambulantes.
Durante finales de 2009 y comienzos de 2010 el agua que llega a los hogares sanjuaneros proviene de la laguna de Taiguaiguai por los valles de Tucuremo donde es pretratada en la planta de Tierra Blanca y trasladada posteriormente hasta Puerta Negra en San Juan de los Morros, donde queda apta para el consumo humano. La cantidad de agua disponible es de aproximadamente 300 litros por segundos, suficiente para suplir el déficit dejado por el inhabilitado embalse de Tierra Blanca.